# Echinochloa inundata
Echinochloa inundata är en gräsart som beskrevs av Edmund Michael och Joyce Winifred Vickery. Echinochloa inundata ingår i släktet hönshirser, och familjen gräs. Inga underarter finns listade i Catalogue of Life.